# Сан-Наццаро
Сан-Наццаро, Сан-Надзаро (італ. San Nazzaro) — муніципалітет в Італії, у регіоні Кампанія, провінція Беневенто.
Сан-Наццаро розташований на відстані близько 220 км на південний схід від Рима, 60 км на північний схід від Неаполя, 12 км на південний схід від Беневенто.
Населення — 918 осіб (2014).

## Демографія
Населення за роками:

Станом на 1 січня 2023 року в муніципалітеті офіційно проживали 24 іноземці з 8 країн, серед них 12 громадян країн Євросоюзу та 3 громадяни України.

## Сусідні муніципалітети
- Кальві
- Монтефуско
- П'єтрадефузі
- Сан-Джорджо-дель-Санніо
- Сан-Мартіно-Санніта